# Jacques Brossard (homme politique)
Pour les articles homonymes, voir Jacques Brossard et Brossard.
Jacques Brossard, né le 28 décembre 1941 à Marigny (Deux-Sèvres), est un homme politique français. Il est membre de l'UDF.

## Biographie
Il est maire de Chauray pendant près de 37 années et député (UDF) de la première circonscription des Deux-Sèvres de 1993 à 1997, année où il est battu par la socialiste Geneviève Gaillard. Il est conseiller général du canton de Niort-Nord, battu en 2008 par Françoise Billy (PS).